# Waldgebiete in Lauenburg
Waldgebiete in Lauenburg este o arie protejată (arie de protecție specială avifaunistică — SPA) din Germania întinsă pe o suprafață de 3.093 ha, integral pe uscat.

## Localizare
Centrul sitului Waldgebiete in Lauenburg este situat la coordonatele 53°37′13″N 10°32′34″E / 53.6203°N 10.5428°E.

## Înființare
Situl Waldgebiete in Lauenburg a fost declarat arie de protecție specială avifaunistică în septembrie 2004 pentru a proteja 16 specii de animale.

## Biodiversitate
Situată în ecoregiunea continentală, aria protejată nu include niciun habitat protejat.
La baza desemnării sitului se află mai multe specii protejate de  păsări (16): pescăruș albastru (Alcedo atthis), buha (Bubo bubo), barză neagră (Ciconia nigra), erete de stuf (Circus aeruginosus), cristeiul de câmp (Crex crex), ciocănitoarea de stejar (Dendrocopos medius), ciocănitoare neagră (Dryocopus martius), muscar (Ficedula parva), Grus grus grus, codalb (Haliaeetus albicilla), sfrâncioc roșiatic (Lanius collurio), gaia neagră (Milvus migrans), gaia roșie (Milvus milvus), viespar (Pernis apivorus), mărăcinar (Saxicola rubetra), silvie porumbacă (Sylvia nisoria).